# كونور غليسون
كونور غليسون (بالإنجليزية: Conor Gleeson)‏ هو لاعب قذف أيرلندي، ولد في 1973.